# Winter’s Gate
| Оценки критиков | Оценки критиков |
| Источник        | Оценка          |
| --------------- | --------------- |
| Exclaim!        | [ 1 ]           |
| Sputnikmusic    | [ 2 ]           |
| Metal Injection | [ 3 ]           |
| Loud Online     | [ 4 ]           |

Winter’s Gate (рус. — «Врата зимы») — седьмой студийный альбом финской мелодик-дэт-метал-группы Insomnium. Он был выпущен во всем мире 23 сентября 2016 года на лейбле Century Media Records. Это концептуальный альбом, рассказывающий о группе викингов, которые отправились на поиски легендарного острова к западу от Ирландии, несмотря на приближение коварной зимы.
Альбом состоит из одного 40-минутного трека. Для сервисов потоковой передачи и скачиваний он был разделён на семь отдельных треков, несмотря на то, что содержал шесть частей, обозначенных в текстах. Для винила песня была разделена по сторонам между частями 3 и 4.

## Список композиций
Все тексты написаны Нийло Севяненом, вся музыка написана Вилле Фриманом, Маркусом Ванхалой и Нийло Севяненом.
| №                   | Название | Длительность                                           |
| ------------------- | --- | ------------------------------------------------------ |
| 1.                  | «Winter's Gate - "Part 1" (Slaughter Moon) - "Part 2" (The Golden Wolf, Part I) - "Part 3" (The Golden Wolf, Part II) - "Part 4" (At the Gates of Winter) - "Part 5" (The Gate Opens, Part I) - "Part 6" (The Gate Opens, Part II) - "Part 7" (The Final Stand / Into the Sleep) » | 40:02 - 6:14 - 6:37 - 5:51 - 5:26 - 4:20 - 5:13 - 6:19 |
| Общая длительность: | Общая длительность: | 40:02                                                  |

## Участники записи

### Insomnium
- Нийло Севянен — гроулинг, бас-гитара
- Вилле Фриман — гитара, чистый вокал
- Маркус Ванхала — гитара
- Маркус Хирвонен — ударные

### Дополнительные музыканты
- Теему Аалто — бэк-вокал
- Алекси Мунтер — клавишные

### Производство
- Insomnium — продюсер
- Теему Аалто — продюсер, запись (гитара, бас-гитара, вокал)
- Киммо Перккиё — запись (ударные)
- Ханну Хонконен — запись (клавишные)
- Алекси Мунтер — запись (клавишные)
- Дан Сванё — микширование, мастеринг
- Теему Тяхкянен — обложка
- Юсси Ратилайнен — фотография
- Нора Дирклинг — макет издания
- Туомас Пуумолайнен — перевод

## Чарты
| Чарт (2016)                                   | Высшая позиция |
| --------------------------------------------- | -------------- |
| Austrian Albums (Ö3 Austria)                  | 27             |
| Belgian Albums (Фландрия) (Ultratop Flanders) | 186            |
| Belgian Albums (Валлония) (Ultratop Wallonia) | 92             |
| Finnish Albums (Suomen virallinen lista)      | 1              |
| French Albums (SNEP)                          | 104            |
| German Albums (Offizielle Top 100)            | 19             |
| Swiss Albums (Schweizer Hitparade)            | 27             |